# روك إيلسنر
روك إيلسنر (بالسلوفينية: Rok Elsner)‏ (25 يناير 1986 بليوبليانا في سلوفينيا - ) هو لاعب كرة قدم سلوفيني في مركز الدفاع. شارك مع منتخب سلوفينيا تحت 19 سنة لكرة القدم ومنتخب سلوفينيا تحت 21 سنة لكرة القدم. أما مع النوادي، فقد لعب مع أريس تسالونيكي والنادي العربي وإنيرجي كوتبوس وشلوسك فروتسلاو وفيهين فيسبادن ونادي الشباب ونادي نيس ونادي هاوغسوند وOlimpia Grudziądz ‏ وHunan Billows F.C. ‏ وNK IB 1975 Ljubljana ‏.

## وصلات خارجية
- روك إيلسنر على موقع الاتحاد الأوربي (الإنجليزية)
- روك إيلسنر على موقع قاعدة بيانات كرة القدم.إي يو (الإنجليزية)
- روك إيلسنر على موقع Soccerway.com (الإنجليزية)
- روك إيلسنر على موقع عالم كرة القدم.نت (الإنجليزية)